# Gaza Strippers
Die Gaza Strippers waren eine 1996 gegründete Rockband aus Chicago.

## Bandgeschichte
Nachdem sich die Didjits 1994 aufgelöst hatten, konzentrierte sich deren Sänger Rick Sims zunächst auf sein Nebenprojekt, die Lee Harvey Oswald Band, und stieg bei den Supersuckers ein. 1996 gründete er, nachdem er dort wieder ausgestiegen war, zusammen mit dem Bassisten Darren Hooper seine eigene neue Band, die Gaza Strippers, mit denen er eigenen Angaben zufolge klingen wollte wie Thin Lizzy und Queen, wozu zwei Gitarristen nötig waren. Hooper und Sims hatten sich getroffen, als Hooper als Konzertbesucher einer Supersuckers-Show zusammen mit einem Freund backstage ging, um eine Entschuldigung zu fordern, da Hoopers Freund von einer von der Bühne geworfenen Whiskeyflasche am Kopf getroffen worden war.
Den ersten für die Position des zweiten Gitarristen verpflichteten Musiker feuerte die Band kurz nach ihrer Gründung, und auch der erste Schlagzeuger verließ die Gruppe schon bald, ebenso wie der zweite. Sie wurden ersetzt durch Mike Hodgkiss und Mark Allen, was sich als stabile Formation erweisen sollte.
1997 erschien die erste Single der Gruppe, und 1999 das Debütalbum Laced Candy, das von Man’s Ruin Records veröffentlicht wurde. Nach der Veröffentlichung des dritten Albums 1000 Watt Confessions ging die Band erstmals auf Europatour, wo sie als Vorband für Gluecifer fungierten.
Das bisher letzte Album der Band, From the Desk of Dr Freepill, wurde 2002 auf dem italienischen Label Nicotine veröffentlicht und war in Amerika zunächst nicht regulär erhältlich. Auf diesem Werk befinden sich neben einigen Eigenkompositionen auch drei Coversongs: Me 262 von Blue Öyster Cult, Shear Heart Attack von Queen und Yin and Yang von Love and Rockets. Die auf die Veröffentlichung folgende Europatour bestritten die Gaza Strippers zusammen mit den Hellacopters und den Datsuns. Frontmann Sims flog nach sieben dieser Shows zurück nach Amerika, wo seine Frau früher als erwartet Zwillinge auf die Welt brachte. Die übrigen Shows der Tour bestritten die Gaza Strippers, indem sich die Bandmitglieder und Musiker von den Datsuns und den Hellacopters Sims Job aufteilten.
Mittlerweile liegen die Gaza Strippers seit einigen Jahren auf Eis und einige der Mitglieder sind anderweitig musikalisch beschäftigt: Bassist Hodgkiss schloss sich Urge Overkill an und Sims spielte gelegentlich Reunionshows mit den Didjits.

## Diskografie
Alben
- 1999: Laced Candy (Man’s Ruin Records)
- 2000: Electric Bible: The New Testament (20 Stone Blatt Records, in den USA erst 2001 auf Triple X veröffentlicht)
- 2000: 1000 Watt Confessions (Lookout! Records)
- 2002: From the Desk of Dr Freepill (Nicotine Records)